# Iberospinus
Iberospinus — викопний рід хижих динозаврів з родини спінозаврових, що існував у ранньому баремському віці близько 130—125 млн років тому. Рештки знайдені на території Португалії у 1999 та 2020.
Єдиний вид — Iberospinus natarioi. Родова назва Ibero + spinus від Іберії — латинської назви Піренейського півострова, де знайдено рештки, і spinus, латинською «колючка», через довгі відростки хребців, які є одною з характерних рис спінозаврових. Видова назва на честь Карлоса Натаріо (Carlos Natário), палеонтолога-любителя, який відкрив голотип.